# Crystal Kelly Turnier 2009
Die Crystal Kelly Trophy 2009 war die 16. Auflage dieses Einladungsturniers, das seit 1994 jährlich bis 2011 in der Disziplin Dreiband der Billardvariante Karambolage ausgetragen wurde. Sie fand vom 12. bis zum 18. Juni 2009 in Nizza statt.

## Spielmodus
Das Turnier wurde im Round-Robin-Modus mit acht Teilnehmern ausgetragen.

## Turnierkommentar
Sieger wurde der Belgier Frédéric Caudron.

## Ergebnisse
| Name              | PP | Pkte | Aufn | GD    | HS |
| ----------------- | -- | ---- | ---- | ----- | -- |
| Frans van Kuijk   | 0  | 29   | 25   | 1,160 | 8  |
| Daniel Sánchez    | 2  | 50   | 25   | 2,000 | 11 |
| Eddy Merckx       | 2  | 50   | 16   | 3,125 | 10 |
| Dick Jaspers      | 0  | 27   | 16   | 1,687 | 5  |
| Frédéric Caudron  | 2  | 50   | 17   | 2,941 | 18 |
| Semih Saygıner    | 0  | 39   | 17   | 2,294 | 6  |
| Marco Zanetti     | 0  | 47   | 40   | 1,175 | 6  |
| Torbjörn Blomdahl | 2  | 50   | 40   | 1,250 | 8  |

| Name              | PP | Pkte | Aufn | GD    | HS |
| ----------------- | -- | ---- | ---- | ----- | -- |
| Daniel Sánchez    | 0  | 28   | 18   | 1,555 | 4  |
| Dick Jaspers      | 2  | 50   | 18   | 2,777 | 9  |
| Torbjörn Blomdahl | 2  | 50   | 25   | 2,000 | 16 |
| Semih Saygıner    | 0  | 44   | 25   | 1,760 | 10 |
| Frédéric Caudron  | 2  | 50   | 23   | 2,173 | 15 |
| Marco Zanetti     | 0  | 28   | 23   | 1,217 | 9  |
| Frans van Kuijk   | 0  | 47   | 27   | 1,740 | 10 |
| Eddy Merckx       | 2  | 50   | 27   | 1,851 | 5  |

| Name              | PP | Pkte | Aufn | GD    | HS |
| ----------------- | -- | ---- | ---- | ----- | -- |
| Torbjörn Blomdahl | 2  | 50   | 25   | 2,000 | 7  |
| Daniel Sánchez    | 0  | 43   | 21   | 2,047 | 6  |
| Semih Saygıner    | 0  | 48   | 27   | 1,777 | 9  |
| Dick Jaspers      | 2  | 50   | 27   | 1,851 | 6  |
| Marco Zanetti     | 0  | 35   | 21   | 1,666 | 9  |
| Eddy Merckx       | 2  | 50   | 21   | 2,380 | 9  |
| Frans van Kuijk   | 0  | 18   | 22   | 0,818 | 4  |
| Frédéric Caudron  | 2  | 50   | 22   | 2,272 | 9  |

| Name              | PP | Pkte | Aufn | GD    | HS |
| ----------------- | -- | ---- | ---- | ----- | -- |
| Marco Zanetti     | 0  | 25   | 20   | 1,250 | 5  |
| Frans van Kuijk   | 2  | 50   | 20   | 2,500 | 10 |
| Torbjörn Blomdahl | 2  | 50   | 18   | 2,777 | 11 |
| Dick Jaspers      | 0  | 47   | 18   | 2,611 | 11 |
| Frédéric Caudron  | 0  | 38   | 26   | 1,461 | 7  |
| Daniel Sánchez    | 2  | 50   | 26   | 1,923 | 10 |
| Semih Saygıner    | 1  | 50   | 23   | 2,173 | 15 |
| Eddy Merckx       | 1  | 50   | 23   | 2,173 | 10 |

| Name              | PP | Pkte | Aufn | GD    | HS |
| ----------------- | -- | ---- | ---- | ----- | -- |
| Semih Saygıner    | 0  | 21   | 18   | 1,166 | 8  |
| Daniel Sánchez    | 2  | 50   | 18   | 2,777 | 7  |
| Dick Jaspers      | 0  | 42   | 35   | 1,200 | 6  |
| Marco Zanetti     | 2  | 50   | 35   | 1,428 | 7  |
| Frans van Kuijk   | 0  | 39   | 25   | 1,560 | 5  |
| Torbjörn Blomdahl | 2  | 50   | 25   | 2,000 | 15 |
| Frédéric Caudron  | 1  | 50   | 24   | 2,083 | 9  |
| Eddy Merckx       | 1  | 50   | 24   | 2,083 | 7  |

| Name              | PP | Pkte | Aufn | GD    | HS |
| ----------------- | -- | ---- | ---- | ----- | -- |
| Dick Jaspers      | 2  | 50   | 24   | 2,083 | 9  |
| Frans van Kuijk   | 0  | 45   | 24   | 1,875 | 10 |
| Semih Saygıner    | 2  | 50   | 24   | 2,083 | 8  |
| Marco Zanetti     | 0  | 44   | 24   | 1,833 | 10 |
| Eddy Merckx       | 0  | 45   | 25   | 1,800 | 7  |
| Daniel Sánchez    | 2  | 50   | 25   | 2,000 | 16 |
| Torbjörn Blomdahl | 0  | 43   | 27   | 1,592 | 6  |
| Frédéric Caudron  | 2  | 50   | 27   | 1,851 | 14 |

| Name              | PP | Pkte | Aufn | GD    | HS |
| ----------------- | -- | ---- | ---- | ----- | -- |
| Marco Zanetti     | 2  | 50   | 22   | 2,272 | 9  |
| Daniel Sánchez    | 0  | 44   | 22   | 2,000 | 9  |
| Frans van Kuijk   | 0  | 43   | 27   | 1,592 | 14 |
| Semih Saygıner    | 2  | 50   | 27   | 1,851 | 9  |
| Frédéric Caudron  | 2  | 50   | 20   | 2,500 | 19 |
| Dick Jaspers      | 0  | 41   | 20   | 2,050 | 8  |
| Torbjörn Blomdahl | 1  | 50   | 30   | 1,666 | 14 |
| Eddy Merckx       | 1  | 50   | 30   | 1,666 | 11 |

## Abschlusstabelle
| Platz                      | Name              | MP | Pkte. | Aufn. | GD    | BED   | HS |
| -------------------------- | ----------------- | -- | ----- | ----- | ----- | ----- | -- |
| 1                          | Frédéric Caudron  | 11 | 338   | 159   | 2,125 | 2,941 | 19 |
| 2                          | Torbjörn Blomdahl | 11 | 343   | 186   | 1,844 | 2,777 | 16 |
| 3                          | Eddy Merckx       | 9  | 345   | 166   | 2,078 | 3,125 | 11 |
| 4                          | Daniel Sánchez    | 8  | 315   | 155   | 2,032 | 2,777 | 16 |
| 5                          | Dick Jaspers      | 6  | 307   | 158   | 1,943 | 2,777 | 11 |
| 6                          | Semih Saygıner    | 5  | 302   | 161   | 1,875 | 2,173 | 15 |
| 7                          | Marco Zanetti     | 4  | 279   | 185   | 1,508 | 2,272 | 10 |
| 8                          | Frans van Kuijk   | 2  | 271   | 170   | 1,594 | 2,500 | 14 |
| Turnierdurchschnitt: 1,865 |                   |    |       |       |       |       |    |